# Izraelsko-kanadské vztahy
Izraelsko-kanadské vztahy jsou bilaterální vztahy mezi Izraelem a Kanadou.

## Historie
Bilaterální vztahy mezi oběma zeměmi začaly roku 1947, kdy byla Kanada zastoupena ve Zvláštní komisi OSN pro Palestinu (UNSCOP). Kanada spolu s dalšími 32 státy hlasovala ve prospěch židovského státu, což znamenalo počátek dlouho dlouhodobých vztahů s Izraelem, založených na oddanosti demokratickým hodnotám, porozumění a vzájemné úctě.
Kanada odložila uznání Izraele do prosince 1948 a plné uznání novému státu dala po jeho přijetí do OSN 11. května 1949. O týden později se stal Avraham Harman prvním izraelským generálním konzulem v Kanadě. V září roku 1953 otevřela Kanada v Tel Avivu své velvyslanectví a byl jmenován kanadský velvyslanec pro Izrael Michael Comay.
Obchodní vztahy obou zemí se brzy začaly vyvíjet. Kanada do Izraele exportovala zemědělské produkty a surové materiály a Izrael do Kanady vyvážel diamanty, textil, oblečení a potraviny. David Ben Gurion byl první izraelský ministerský předseda, který v květnu 1961 provedl oficiální návštěvu Kanady. Od té doby se představitelé obou států stýkají pravidelněji.
Kanadský ministr zahraničních věcí, Lester B. Pearson, získal roku 1957 Nobelovu cenu míru za svůj návrh, aby byly na sporném území po Sinajském tažení rozmístěny jednotky OSN. Kanadské jednotky byly součástí Pohotovostních jednotek OSN (UNEF), které udržovaly mír na Sinaji a v Gaze.
Kanadská vláda konzistentně podporuje všechny kroky v OSN, ve snaze dojít k řešení izraelsko-palestinskému konfliktu. Kanada však měla spory s izraelskou vládou poté, co v roce 1967 začali příslušníci separatistického hnutí v Québecu stranit Arabům.
Vztahy mezi židovskou komunitou a kanadskou vládou začaly být po první intifádě z roku 1987 napjaté. Konflikt podkopal podporu veřejnosti pro Izrael a některé izraelské postupy rozdělily kanadskou komunitu a ztížili tak jednotnou diskusi s vládou.
Veřejné mínění se rázem změnilo v proizraelské, když na Izrael v roce 1991 dopadly během Války v Zálivu irácké rakety Scud. Avšak v roce 1992, když Ottawa hostila množství multilaterálních mírových jednáních o uprchlících, Izrael se odmítl zúčastnit kvůli palestinským uprchlíkům.
Kanadský federální soud v listopadu 1995 oznámil, že Židé z žádné země nemohou žádat v Kanadě o statut uprchlíka, jelikož jim je v Izraeli automaticky uděleno občanství.
Kanadské veřejné mínění je ve vztahu v palestinsko-izraelskému konfliktu více méně neutrální. V roce 2002 proběhl průzkum veřejného mínění, který zjistil, že 61 % Kanaďanů je lhostejných nebo nemající názor, 19 % podporuje Izrael a 20 % sympatizuje s Palestinci. Mezi těmi, kteří konfliktu (podle sebe) více rozumí se 32 % označuje jako pro-palestinské a 26 % jako pro-izraelské.